# Ibrahim Pirić-Pjanić
Ibrahim Pirić-Pjanić (Soko kraj Gračanice 1896. – München 1977.), ustaški pukovnik, zapovjednik XXV. ustaške bojne i pripadnik hrvatske emigracije.

## Životopis

### Predratni period
Ibrahim Pjanić je rođen 1896. godine u Sokolu kod Gračanice, u zemljoradničkoj obitelji. Pohađao je mekteb (islamsku osnovnu školu) u rodnome selu i narodnu osnovnu školu u Gračanici. U Prvom svjetskom ratu, borio se u 2. bosansko-hercegovačkoj pješačkoj regimenti K.u.K. vojske i stekao čin narednika (Feldwebela). U periodu između dva svjetska rata, bavio se dunđerskim zanatom (seoskim graditeljstvom), bio je član seoskog Džematskog medžlisa (najniži organ Islamske zajednice) i mutevelija (upravitelj vakufa) Stare džamije u Sokolu, te jedan od članova i aktivista Jugoslavenske muslimanske organizacije (JMO), na listi koje se više puta pojavio kao kandidat.

### Zapovjednik obrane Sokola
Po izbijanju Drugog svjetskog rata, Ibrahim Pjanić prikuplja veću količinu osobnog naoružanja odbačenog od strane jugoslavenske vojske u rasulu i skriva ga u zidine starog srednjovjekovnog grada. Krajem mjeseca travnja, na području svog sela osniva naoružanu milicijsku formaciju, nazvanu "Ibrahimova straža", u koju okuplja uglavnom mlađe ljude iz Sokola i susjednih sela i naoružava ih sa spomenutim prikupljenim oružjem. Cilj mu je bio zaštiti bošnjačko stanovništvo od još uvijek naoružanih skupina propale jugoslavenske vojske, a posebno njezinih četničkih odreda, a nešto kasnije i od srpskih ustanika s planine Trebave.
Nakon ustroja Gračaničke domobranske dobrovoljačke (DOMDO) bojne, u ožujku 1942. godine, koja se inače nalazila u sastavu DOMDO pukovnije bojnika Muhameda Hadžiefendića iz Tuzle, Pjanićeva milicija postaje 2. satnija Gračaničke DOMDO bojne i kao takva postoji sve do kasne jeseni 1943. godine, kada se cjelokupna DOMDO pukovnija zbog prelaska dijela ljudstva u 13. Waffen-SS diviziju Handžar ili masovnih dezertiranja u partizane raspala. 
Pjanićeva milicija, odnosno 2. satnija Domdo bojne Gračanica vodila je više uspješnih borbi protiv četnika, od kojih posebno treba istaknuti obranu Sokola 3. listopada 1941. od četničkog napada. U ožujku 1942., Pjanić je sudjelovao u oslobađanju Gradačca od četnika, na sektoru oko Srnica, kada je neprijatelju nanio gubitke od 40 poginulih i 25 zarobljenih. U travnju iste godine sa svojom je satnijom od četnika oslobodio sela Gornju i Donju Međiđu, te Gornju i Donju Zelinju, razbivši četnike i zarobivši njihovu zastavu.
Od kasnog ljeta 1942. godine, Ibrahim Pjanić je preuzeo i dužnost ustaškog logornika u Gračanici, zamijenivši na tome mjestu dotadašnjeg logornika Franju Taborskog.

### Organizator "Zelenog kadra"
U kasno ljeto i ranu jesen 1943. godine, nakon prodora partizanskih jedinica na prostore sjeveroistočne Bosne, došlo je do previranja i raslojavanja unutar Hadžiefendićeve legije, uključujući i Domdo bojnu Gračanica. Dio ljudstva je prešao ili je mobiliziran u Waffen-SS, znatan dio je prebjegao u partizane, dok se ostatak u rasutim skupinama skrivao širom sjeveroistočne Bosne. U narodu su te skupine prozvane "zelenim kadrom". U kasnu jesen 1943. godine, Ibrahim Pjanić je pristupio povezivanju zelenokadrovskih skupina i obnovi Gračaničke DOMDO bojne, koja u veljači 1944. ulazi u sastav novoustrojene DOMDO pukovnije "Bosanski planinci" (u koju su okupljene sve dotadašnje postrojbe Zelenog kadra).
U jednom povjerljivom izvještaju, tadašnji komunistički glavni rukovodilac na prostoru Posavine i sjeveroistočne, Džemal Bijedić, označio je Pjanića kao glavnog organizatora Zelenog kadra na tom prostoru.
Tijekom kasne jeseni 1943., te sve do proljeća 1944. godine, Pjanić je na čelu zelenokadrovskih jedinica vodio više uspješnih borbi protiv partizana. U prosincu 1943. odbranio je sela Sladnu, Doborovce, Džakule i Vranoviće od snažnog partizanskog napada, te je u protuudaru od partizana oslobodio selo Čekaniće. U istom razdoblju, s nekoliko desetina ljudi unutar zidina stare srednjovjekovne utvrde u Sokolu izdržao je 24 sata napad tri partizanske brigade i snažnu minobacačku vatru, od koje je osobno zadobio čak devet rana. Nakon toga je izvršio usoješan proboj, uz svega jednog poginulog i sedam ranjenih ljudi.

### Pregovori s partizanima
Pjanić je dva puta pregovarao s partizanima o prelasku u njihove redove, krajem 1943. i početkom 1944. godine. Bilo je to u doba previranja među bošnjačkim stanovništvom u okolini Gračanice i na širem prostoru sjeveroistočne Bosne, kada je sve više jačalo nepovjerenje u institucije i cjelokupan državni okvir NDH, te razočarenje politikom ustaškog režima. Iz prvih pregovora Pjanić se, prema nekim izvorima, povukao pod utjecajem nekih predstavnika bošnjačkih autonomističkih krugova, koji su ga upoznali s proglasom člana Ulema medžlisa Muhamed ef. Pandže o osnivanju "Muslimanskog oslobodilačkog pokreta". 
U veljači 1944. godine (nakon što je i sam Pandža pristupio Narodnooslobodilačkom pokretu), Pjanić je ponovo poveo pregovore s partizanima, zatraživši sastanak s majorom Omerom Gluhićem, komandantom Tuzlanskog partizanskog odreda i nekadašnjim pobočnikom bojnika Muhameda Hadžiefendića. Komunisti su, međutim, izdali internu direktivu da se od Pjanića "energično zahtijeva razoružanje zelenog kadra" i mobilizacija za Tuzlanski partizanski odred i 16. muslimansku brigadu, a nakon toga da se s Pjanićem postupi kao s narodnim neprijateljem" (što je podrazumijevalo likvidaciju po kratkom postupku. Međutim, Pjanić se iz ovih pregovora iznenada povukao, vjerojatno upozoren od članova lokalne ćelije KPJ iz Gračanice, koja je nešto kasnije zbog toga kažnjena i raspuštena.

### Ustaški zapovjednik
Bošnjačke vojne formacije samozaštitnog tipa, poput DOMDO bojni ili zelenog kadra, nisu se učinkovito mogle suprotstavljati neprijatelju, zbog nedostatka naoružanja, streljiva i ostale opreme, kao i neriješenih opskrbnih pitanja. To je bio jedan od razloga koji je motivirao Pjanića da prihvati poziv ustaških vojnih vlasti i svoje ljude prevede u sastav Ustaške vojnice. Bilo je to i vrijeme jačanja pozicija Osovine na prostorima sjeveroistočne Bosne, dolaskom 13. SS gorske divizije i protjerivanjem partizanskih jedinica.
U travnju 1944. godine, Ibrahim Pjanić je posjetio poglavnika dr. Antu Pavelića u Zagrebu, gdje je zbog svojih dotadašnjih uspjeha u borbi protiv četnika i partizana odlikovan. Tada mu je obećana logistička pomoć i naoružanje. Pjanić se nakon toga vraća u Gračanicu, gdje je formirao XXV. djelatnu bojnu Ustaške vojnice, s pet satnija i stožerom u Gračanici. U srpnju 1944. godine, nakon postroja bojne, Ibrahim Pjanić je imenovan satnikom Ustaške vojnice i postavljen za zapovjednika XXV. djelatne bojne, koja je uvrštena u sastav XII. stajaćeg djelatnog zdruga. U studenom 1944. godine, XXV. djelatna bojna je preimenovana u IV. udarnu bojnu, a Pjanić je unaprijeđen u čin ustaškog pukovnika.
Od rujna 1944. pa sve do travnja 1945. godine, XXV. djelatna, odnosno IV. udarna bojna je vodila gotovo stalne teške borbe s jakim partizanskim snagama na širem gračaničkom području. U tim borbama su partizani redovito trpjeli teške gubitke, što svjedoče brojni dokumenti. U travnju 1945. Pjanićeva bojna se s ostacima XII. stajaćeg djelatnog zdruga povlači na sektor Doboj-Derventa, a zatim preko Odžaka u dolinu Save i dalje prema sjeveru, odnosno području Bleiburga, gdje je najveći broj njezinih pripadnika zarobljen, a potom i pogubljen od jugoslavenskih komunističkih vojnih snaga. Sam Ibrahim Pjanić je uspio izbjeći zarobljavanje i smrt, probivši se do američke okupacijske zone u Italiji.
Do kraja rata, Pjanić je zbog svojih vojnih zasluga stekao veći broj odlikovanja Reda Željeznog trolista i Reda Krune kralja Zvonimira, uključujući i ona kojima je stekao pravo na nošenje počasne titule "vitez". Nijemci su ga također odlikovali - Željeznim križem II i I reda.

### Komunističke optužbe za zločine
Odlukom zemaljske komisije za utvrđivanje zločina okupatora i njegovih pomagača NR BiH br. 1632 od 31. svibnja 1947. godine, Ibrahim Pjanić je proglašen ratnim zločincem. Pored borbe protiv NOVJ i "rada protiv NOP-a", na teret mu je stavljena zapovjedna odgovornost za strijeljanje šestoro civila i neutvrđenog broja zarobljenih partizana, te za pljačku nekoliko domova, što su navodno počinili pripadnici njegove postrojbe. Međutim, za ove optužbe, kada je u pitanju osobna Pjanićeva odgovornost, nije ponuđen nikakav relevantan dokazni materijal.
Pjanića se teretilo i za organiziranje deportacije 31 vojnosposobnog srpskog muškarca iz sela Gornja Lohinja, sredinom ožujka 1942. godine, čije su hapšenje izveli pripadnici ustaškog logora iz Gračanice, potpomognuti vojnicima XIII. djelatne bojne Ustaške vojnice (satnika Ivana Stiera). Oni su upućeni u Tuzlu i predati Župskoj redarstvenoj oblasti, koja ih je uputila u logor Jasenovac. 
Međutim, u vrijeme dok su se to hapšenje i deportacija zbili, logornik u Gračanici je bio Franjo Taborski, a Pjanić ga je na mjestu logornika zamijenio tek nekoliko mjeseci kasnije. Brojna usmena svjedočanstva kazuju da je Pjanić kao logornik poduzeo sve mjere da se zaustave progoni, hapšenja i teror, založivši se za zaštitu Srba i nekolicine preostalih Židova u Gračanici. Prilikom jedne njemačke racije, osobno je sakrio židovsku liječnicu dr. Jolandu Rauhnic, spasivši je na taj način od sigurne smrti. U nekoliko slučajeva je intervenirao kod hapšenja osumnjičenih komunista, založivši se za njihovo oslobađanje, a također je u travnju 1945. spriječio ustaše iz Plehana da izvrše odmazdu u nekom srpskom selu, u vrijeme dok je boravio na tom području. 
Kasnije, kasnih 1960-tih godina (nakon Brijunskog plenuma i pada Rankovića), službenici SDB-a su preko općinskih vlasti u Gračanici ponudili Pjaniću povratak u domovinu i garantirali mu sigurnost, no on je to odbio, iako je već otvoreno komunicirao s obitelji i rođacima u Sokolu i Gračanici.
Pjanić je do današnjeg dana ostao omiljena ličnost u kolektivnoj svijesti bošnjačkog naroda Gračanice i okoline i svojevrsni narodni junak. Tome je doprinijela ne samo njegova hrabrost i karizma koju je imao kao vojnik i kao zapovjednik, nego njegova izražena religioznost.

### Život i djelovanje u emigraciji
Uspješno izbjegavši zarobljavanje na Bleiburgu, Ibrahim Pjanić je neko vrijeme boravio u jednom savezničkom logoru u Italiji, odakle je otišao u Siriju. Tamo je usko surađivao s dr. Džafer-begom Kulenovićem, prof. Hakijom Hadžićem i drugim Hrvatima muslimanima. Bio je izabran i za predsjednika Društva Hrvata u Siriji. U to vrijeme se izjašnjavao kao pripadnik Hrvatskog oslobodilačkog pokreta. Kasnije se, međutim, opredijelio za organizaciju Hrvatski narodni odpor Vjekoslava Luburića, koji je živio u Madridu. Nakon što se, početkom 1960-tih godina, iz Sirije preselio u München, Pjanić je uspostavio blisku suradnju s Luburićem. Biran je i za njegovog zamjenika u Hrvatskom narodnom odporu, a nakon Luburićeve smrti i za predsjednika te organizacije. Surađivao je i u Luburićevoj reviji "Drina", objavljujući publicističke, memoarske i literarne priloge. U München je, pak, s još nekim hrvatskim emigrantima pokrenuo list "Slobodna Hrvatska", u kojem je također sarađivao, sve do svoje smrti 1977. godine. 
Ibrahim Pjanić se u emigraciji često koristio i pseudonimom "Ibrahim Pirić" (Pirić je, inače, djevojačko prezime njegove majke). Tako se potpisivao i kao "pukovnik Ibrahim vitez Pirić-Pjanić".